# In-STEP BLUE
in-STEP BLUE ist eine Projektmanagementsoftware, die von der microTOOL GmbH mit Sitz in Berlin entwickelt und vertrieben wird. Die Software unterstützt Projektleiter bei der Projektplanung, beim Ressourcenmanagement, bei der Ermittlung des Arbeitsfortschritts, bei der Kosten- und Aufwandsplanung, beim Anforderungsmanagement, beim Change Management und Risikomanagement sowie bei der Etablierung von Standards und Vorgehensmodellen. Die Anwendung speichert alle Projektergebnisse automatisch in einer zentralen Projektbibliothek. Individuelle Projektmanagementmethoden können von der Software genauso unterstützt werden wie die agile Methode Scrum, die britische Projektmanagementmethode PRINCE2, das deutsche V-Modell XT, die schweizerische Methode Hermes und der Standard Automotive SPICE (ISO/IEC 15504).
Die Benutzeroberfläche ist auf Deutsch und Englisch erhältlich.

## Funktionen
in-STEP BLUE ermöglicht prozessbasiertes IT-Projektmanagement und Compliance mit folgenden Funktionen:
Projektmanagement, Projektportfoliomanagement und Ressourcenmanagement
Die Software unterstützt die Projektplanung und das Aufgabenmanagement, indem Projekte in Phasen, Iterationen, Meilensteine, Arbeitspakete und Aktivitäten gegliedert werden, je nachdem, nach welchem Prozess vorgegangen wird. Der Projektplan wird automatisch kontinuierlich aktualisiert. Die Software bietet editierbare Produktvorlagen für Projektergebnisse und versioniert diese Dokumente automatisch. Die Projektmitarbeiter erhalten individuelle To-do-Listen. Der Projektfortschritt sowie die Zeit-, Kosten- und Aufwandsplanung können dank integrierter Zeiterfassung jederzeit ausgewertet und kontrolliert werden. Der Zugriff auf die Groupware erfolgt über LAN oder das Internet. Im Falle mehrerer parallel laufender Projekte innerhalb einer Organisation können projektübergreifende Sichten und Auswertungen erstellt werden. Die Ressourcen einer Organisation können somit verschiedenen Projekten zugewiesen werden.
Anforderungsmanagement, Change Management, Software-Configuration-Management und Dokumentenmanagement
Die Anforderungen und Änderungsanträge aller Stakeholder werden per Formular erfasst, analysiert, priorisiert und sind dann als Aufgaben im Projektplan sichtbar. Die automatische Versionierung aller Produkte in einer zentralen Produktbibliothek garantiert die Nachvollziehbarkeit jeglicher Artefakte. Alle Änderungen sind in der Revisionshistorie sichtbar und können miteinander verglichen werden.
Qualitätsmanagement
Anforderungen können mit Testfällen verknüpft werden. Die Planung und Kontrolle von Maßnahmen zur Qualitätssicherung werden unterstützt, indem alle Dokumente, die für eine Evaluierung relevant sind, angezeigt werden und automatisierte Workflows für Reviews und QS-Zyklen definierbar sind. Individuelle Auswertungen von Tests und Testfällen können erstellt werden.
Prozessmanagement
Die Software unterstützt das Arbeiten mit Prozessstandards in Organisationen, die Multiprojektmanagement betreiben. Prozesse können angepasst werden, so dass sie den Anforderungen einzelner Projekte entsprechen. Prozessstandards und Verbesserungen können von erfolgreichen Projekten abgeleitet werden und die Prozessreife laut Capability Maturity Model Integration CMMI erhöht werden.
Integration mit Microsoft- und anderen Programmen
in-STEP BLUE ist mit Microsoft OfficeWord und Excel zur einheitlichen Dokumentation voll integriert. Schnittstellen zu MS Visio, MS Project, MS Outlook sowie Exports in HTML, XML und PDF sind vorhanden.

## Entwicklungsgeschichte
Version 1.0 der Prozess- und Konfigurationsmanagement-Software in-Step wurde 1997 veröffentlicht. Da viele Unternehmen prozessbasiertes Projektmanagement gemäß Capability Maturity Model (CMM) zur Verbesserung ihrer Softwaretechnik einführten, wurde in-Step entwickelt. Speziell Anwender des deutschen Vorgehensstandards in der öffentlichen Verwaltung, V-Modell 97, fanden in der Software die passende Unterstützung.
2002 wurde das Werkzeug um Funktionen für Projektmanagement, Anforderungsmanagement und Konfigurationsmanagement erweitert.
Version 3.0 wurde 2004 veröffentlicht und bot neue Editionen für eine anforderungsbasierte Entwicklung, für agile Projekte gemäß Extreme Programming und für Projekte nach PRINCE2.
Als 2005 der neue Standard für die öffentliche Verwaltung, V-Modell XT, herauskam, wurde eine V-Modell XT Edition veröffentlicht, die Funktionen für eine Anpassung, Projektplanung und Qualitätssicherung nach V-Modell XT bot.
2008 kamen die in-Step Scrum Edition und die in-Step SPICE Edition für Automotive hinzu.
2010 wurde die in-Step HERMES Edition für die schweizerische Projektmanagementmethode HERMES veröffentlicht.
2014 wurde in-Step in in-STEP BLUE umbenannt, da eine weitere Software zur Projektplanung mit Requirements Engineering, in-STEP RED, auf den Markt kam.
2017 wurde die Projektmanagement-Software um eine WebApp ergänzt, mit der man Projektanträge, Anforderungen, Test Cases, Change Requests, Risiken und Tickets anlegen und bearbeiten kann.

## Referenzen
- Dr. Veikko Krypczyk: Auf das Modell kommt es an: Anforderungsanalyse in Abhängigkeit des Vorgehensmodells. In: VisualStudioOne, Ausgabe 03/2013, S. 45–49.
- Martina Hafner: Projektmanagement-Software. Terminliche Abhängigkeiten im Projekt sichtbarer machen. www.elektronikpraxis.vogel.de. 14. April 2009.
- Hendrik Härter: Projektmanagement-Tool. Komponente für Anforderungsmanagement mit UML und BPMN. www.elektronikpraxis.vogel.de. 26. Oktober 2007.
- Stefan Ueberhorst: Microtool flexibilisiert das Projekt-Management. www.computerwoche.de. 27. März 2007.
- Mey Mark Meyer: PM-Software: in-Step. IT-Projektmanagement mit Vorgehensmodellen. In: GPM-Magazin PMaktuell. 2/2006, S. 50–52.
- Stefan Ueberhorst: in-Step erleichtert Arbeit mit dem V-Modell. www.computerwoche.de. 6. August 2004.